# ولاية بافاريا الشعبية
ولاية بافاريا الشعبية (بالألمانية: Volksstaat Bayern)‏ كانت دولة اشتراكية قصيرة العمر في بافاريا من عام 1918 إلى عام 1919. تأسست دولة بافاريا الشعبية في 8 نوفمبر 1918 أثناء الثورة الألمانية، كمحاولة لدولة اشتراكية تحل محل مملكة بافاريا. قاد الدولة كورت أيسنر حتى اغتياله في فبراير 1919، وتعايشت مع جمهورية بافاريا السوفيتية المنافسة من 6 أبريل 1919، مع حكومتها بقيادة يوهانس هوفمان المنفي في بامبرغ. تم حل ولاية بافاريا الشعبية عند إنشاء ولاية بافاريا الحرة في 14 أغسطس 1919.

## الخلفية

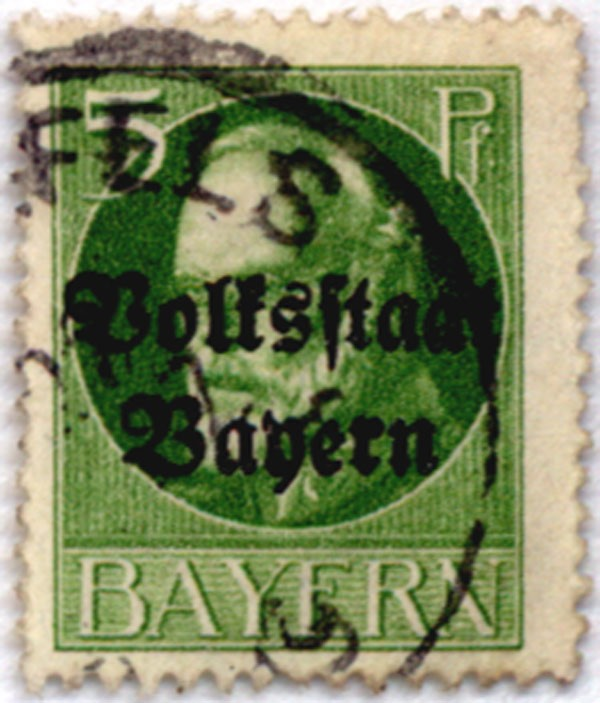
طابع بريدي لملك بافاريا لودفيش الثالث مع الطباعة الفوقية المكتوب عليها فولكسستات بايرن (ولاية بافاريا الشعبية)

تكمن جذور ولاية بافاريا الشعبية في هزيمة القيصرية الألمانية في الحرب العالمية الأولى والتوترات الاجتماعية التي وصلت إلى ذروتها بعد ذلك بوقت قصير. من هذه الفوضى اندلعت الثورة الألمانية عام 1918. في نهاية أكتوبر 1918، بدأ البحارة الألمان سلسلة من الثورات في كيل والموانئ البحرية الأخرى. في أوائل نوفمبر، نشرت هذه الاضطرابات اضطراباتً مدنية في جميع أنحاء ألمانيا.
وفقًا لمايكل بيرلي، فقد كانت عاصمة بافاريا، ميونيخ، «جزيرةً بوهيمية فوضوية وراديكالية سياسية في بحر ريفي يغلب عليه الروم الكاثوليك من البلدات الصغيرة والمنازل الخشبية المنتشرة عبر سفوح جبال الألب». كتب ألان بولوك أن «قلة من المدن في الرايخ كانت حساسة لمزاج الاضطرابات مثل ميونيخ: مناخها السياسي غير مستقر ومبالغ فيه تجاه طرف أو آخر»، ووفقًا ليواكيم فيست، «لا توجد مدينة أخرى في ألمانيا كانت قد اهتزت بسبب أحداث وعواطف الثورة وأول أسابيع ما بعد الحرب كما اهتزت مدينة ميونيخ».
في 2 نوفمبر 1918، تم الاتفاق على إصلاحات دستورية واسعة النطاق لهيكل الحكم في مملكة بافاريا كانت قيد المناقشة بين الحكومة الملكية وجميع الكتل البرلمانية منذ سبتمبر 1917. شملت هذه، من بين أمور أخرى، إدخال التمثيل النسبي وتحويل الملكية الدستورية إلى ملكية برلمانية. ومع ذلك، كانت الأحداث على الأرض تتجاوز هذه الإجراءات.
ابتداءً من 3 نوفمبر 1918، دعت الاحتجاجات التي بدأها الحزب الديمقراطي الاجتماعي الألماني المستقل إلى السلام وطالبت بالإفراج عن القادة المعتقلين. بعد ظهر يوم 7 نوفمبر 1918، الذكرى السنوية الأولى للثورة الروسية، خاطب كورت أيسنر، السياسي المثالي من الحزب الديمقراطي الاجتماعي الألماني المستقل حشدًا يقدر عدده بحوالي 60 ألف في ثيرزينفيس – الموقع الحالي لمهرجان أوكتوبرفست – في ميونخ. لقد طالب بسلام فوري، ويوم عمل مدته ثماني ساعات، وإغاثة العاطلين عن العمل، وتنازل الملك البافاري لودفيش الثالث والقيصر الألماني فيلهلم الثاني، واقترح تشكيل مجالس للعمال والجنود. سار الحشد إلى ثكنات الجيش وانتصروا على معظم الجنود؛ أولئك الذين لم يذهبوا إلى الثورة كانوا مرهقين من الحرب لدرجة انهم لم يبدو أي مقاومة لها. حينها، سارت المجموعة المشتركة، التي تقدر بأكثر من 100 ألف، إلى قصر ريزيدنز. في تلك الليلة، هرب الملك لودفيغ، الذي تخلى عنه الجيش، من القصر مع عائلته واستقر في قصر أنيف في سالزبورغ القريبة، حيث كان يأمل أن تكون إقامة مؤقتة. كان أول ملوك القيصرية الألمانية المخلوعين.
في اليوم التالي، كان أيسنر، وهو شخصية معروفة بلحية سوداء طويلة يرتدي دائمًا معطفًا أسود وقبعة ونظارات ذات إطار معدني، بعد أن حصل على موافقة مجالس العمال والجنود الثوريين المحليين، قد أعلن بافاريا «دولة حرة» – مرادفة لـ«الجمهورية» – وهو إعلان أطاح بالملكية من سلالة فيتلسباخ، التي حكمت بافاريا لأكثر من 700 عام، وأصبح أيسنر وزيرًا رئيسًا لبافاريا. كان أيسنر يهوديًا من الطبقة المتوسطة، وقد كان ناقدًا دراميًا في برلين قبل أن يغادر زوجته وعائلته ليأتي إلى ميونيخ، حيث تولى صحفيًا، وتردد على مقاهي منطقة شوابينغ في المدينة، وكتب مراجعات لMüchener Post – مع أنه فقد وظيفته لاحقًا لأنه كان جزءً من «الجناح اليميني التعديلي» للحزب الاشتراكي الديمقراطي، الذي أراد أن يسقط الحزب ارتباطه بالإيديولوجية الماركسية.
ساعد أيسنر في تأسيس فرع ميونيخ للحزب الاشتراكي الديمقراطي المستقل وأصبح معروفًا بموقفه المناهض للحرب، والذي إلى سجنه لمدة ثمانية أشهر بعد أن نظم عددًا من إضرابات السلام في يناير 1918؛ أطلق سراحه بموجب عفو عام في أكتوبر 1918. ومع موهبته في الخطابة، لم يكن لدى أيسنر خبرة سياسية أو إدارية عندما صار وزيرًا رئيسًا.

## حكومة أيسنر
في 12 نوفمبر 1918، وقع الملك لودفيش الثالث إعلان أنيف الذي أفرج عن الضباط المدنيين والعسكريين من قسمهم؛ فسرت حكومة أيسنر المشكلة حديثًا هذا على أنه تنازل، مع أنه حتى الآن، لم يتخلى أي عضو في العائلة الملكية فيتلسباخ عن العرش رسميًا.
ومع أنه دعا إلى جمهورية اشتراكية، نأى أيسنر بنفسه عن البلاشفة الروس، معلنًا أن حكومته ستحمي حقوق الملكية. ولبضعة أيام، عمل الخبير الاقتصادي في السوق الاجتماعي في ميونخ لوجو برينتانو كمفوض الشعب للتجارة (Volkskommissar für Handel).
في 7 يناير 1919، صدر دستور الدولة المؤقت (Vorläufiges Staatsgrundgesetz).
بدأت الجمهورية الجديدة بعدة ضربات ضدها. لم يكن أي من القادة من البافاريين الأصليين، وكانوا من البوهيميين والمثقفين – وكثير منهم من اليهود – الذين كانوا واضحين في تحيزهم ضد البرجوازية. لقد وصف هؤلاء المنتمون إلى اليمين أيسنر على أنه «متشرد أجنبي عنصري»، وبلشفي، ووصفوا رفاقه بأنهم «أوغاد أجانب عديمي الضمير»، و«أوغاد يهود» و«مضللو العمل». لم يساعد أيسنر الأمور بإعلانه أن نظامه ستكون له «حكومة بالطِيبة»، وأنه سيؤسس «عالم النور والجمال والعقل». كانت هناك مشاهد متكررة مثل المسيرات والمظاهرات والحفلات الموسيقية والخطب، لكن اليوتوبيا النظامية الفلسفية للنظام فازت بعدد قليل من المتحولين. اعترف أيسنر حتى بالذنب الألماني للحرب العالمية الأولى في مؤتمر اشتراكي في برن في سويسرا، ونشر مع سكرتيره فيليكس فيشنباخ أوراقًا من الأرشيف الرسمي لبافاريا والتي أظهرت التواطؤ الألماني في الإنذار النمساوي لصربيا في يوليو 1914، بعد اغتيال الأرشيدوق فرديناند. حتى وزراء الحكومة كانوا غير راضين عن قيادة أيسنر: قال له أحدهم «أنت فوضوي... أنت لست رجل دولة، أنت أحمق... لقد دَمرنا سوء الإدارة». لم تكن الحملة المنظمة لإخراج أيسنر من منصبه قادمة.
ونظرًا لأن الحكومة الجديدة لم تكن قادرة على توفير الخدمات الأساسية، فقد فقدت دعم الريف البافاري المحافظ، وهو أمر ضروري لأي حكومة للتماسك في المقاطعة الريفية. هزم USPD إيزنر في انتخابات يناير 1919، وجاء في المركز السادس، بنسبة 3 في المائة فقط من الأصوات، وحصل فقط على ثلاثة مقاعد في المجلس التشريعي الإقليمي (برلمان الولاية)، في حين أن حزب الشعب البافاري، الذي مع اسمه، كان محافظًا، وحصل على 66 مقعدًا. تأخر أيسنر، على ما يبدو لأنه كان يكره التخلي عن السلطة، في استدعاء برلمان الولاية في جلسة حتى أجبره الضغط العام من جميع الجهات – بما في ذلك التهديد بالقتل من جمعية ثول إذا لم يتخلى عن منصبه – على أمر الاستدعاء. وأخيرًا، حدد المجلس التشريعي ليجتمع في 21 فبراير 1919، أكثر من شهر من الانتخابات.
بينما كان في طريقه إلى برلمان الولاية للإعلان عن استقالته، قُتل أيسنر برصاص القومي اليميني أنطون غراف فون أركو أوف فالي، وهو فارس أرستقراطي سابق مزخرف يدرس الآن في جامعة ميونخ، الذي كان مؤمنًا ب«أسطورة الطعنة في الظهر»، التي رأت أن اليهود والاشتراكيين والعناصر الأخرى غير المرغوب فيها هم الذين تسببوا في خسارة ألمانيا للحرب العالمية الأولى. وبصفته يهوديًا واشتراكيًا وبوهيميًا وبرلينيًا، فقد كان أيسنر الهدف المثالي. تعرض أركو فالي للإهانة عندما مزق حشد يساري زمامه من قبعته بعد الحرب، ثم عانى من المزيد من الإذلال عندما تم رفضه من العضوية في جمعية ثول المعادية للسامية بسبب أصول يهودية من جانب والدته.

## بعد الاغتيال
بعد إطلاق النار، تم إنقاذ أركو أوف فالي من الإعدام خارج نطاق القانون من خلال العمل السريع لسكرتير أيسنر، فيشنباخ. وبدلًا من ذلك، تم اعتقاله ونقله إلى سجن ستادلهايم حيث وُضع مصادفةً في نفس الزنزانة التي قضى فيها أيسنر عقوبة السجن في وقت سابق. ومع اغتيال أيسنر، اجتمع برلمان الولاية، وبدأ إرهارد أور – زعيم الاشتراكيين الديمقراطيين ووزير الداخلية في حكومة أيسنر – في مدح أيسنر، لكن الشائعات قد بدأت بالفعل في الانتشار بأن أور كان وراء الاغتيال. بناءً على هذه الادعاءات الكاذبة، أطلق ألويس ليندر، الجزار ونادل الصالون وعضو مجلس العمال الثوريين الذي كان مؤيدًا قويًا لأيسنر، النار مرتين ببندقية، مما أدى إلى إصابته بجراح خطيرة. دفع هذا مؤيدي أيسنر المسلحين الآخرين إلى إطلاق النار، مما تسبب في اشتباك أسفر عن مقتل مندوب واحد من حزب الوسط وإثارة انهيار عصبي في وزيرين على الأقل. من هذه النقطة، لم يكن هناك فعليًا حكومة في بافاريا.
تسببت هذه الأحداث في اضطرابات وانعدام القانون في بافاريا، وأعلنت مجالس الجنود والعمال إضرابًا عامًا، ووزعوا البنادق والذخيرة، مما أثار إعلان حالة الطوارئ. تسبب اغتيال أيسنر في رسم صورته كشهيد من أجل القضية اليسارية، وإثارة مظاهرات، وإغلاق جامعة ميونخ، واختطاف الأرستقراطيين، ودق أجراس الكنيسة بالقوة. لقد رن شعار «الثأر لأيسنر» من خلال مكبرات الصوت في الشوارع. كان دعم اليسار أكبر من أي وقت مضى، حتى أنه كان أكبر مما تمكن أيسنر نفسه من الحصول عليه.
لمدة شهر، تولى مجلس مركزي (سوفييت) تحت إرنست نيكيش السلطة الحكومية. ثم، وفي 7 مارس 1919، تمكن القائد الجديد للاشتراكيين، يوهانس هوفمان، المناهض للعسكرية والمدرس السابق، من تكوين حكومة ائتلاف برلمانية، ولكن بعد شهر، في ليلة 6 أو 7 أبريل، أعلن الشيوعيون واللاسلطويون، الذين إثارتهم أخبار ثورة يسارية في المجر، قيام جمهورية سوفيتية بافارية، مع تولي إرنست توللر رئاسة الدولة. دعا توللر «الجيش الأحمر البافاري» غير الموجود إلى دعم ديكتاتورية البروليتاريا الجديدة والتعامل بلا رحمة مع أي سلوك مضاد للثورة.
هربت حكومة هوفمان إلى بامبرغ في شمال بافاريا، التي أعلنتها المقر الجديد للحكومة – مع استقالة معظم الوزراء. تم إحباط محاولة القوات الموالية لحكومة هوفمان لشن انقلاب مضاد وإسقاط الجمهورية في 13 أبريل من قبل «الجيش الأحمر» الجديد الذي تم إنشاؤه من عمال المصانع وأعضاء مجالس الجنود والعمال. توفي عشرين شخصًا في القتال.
ثم اشتبكت الحكومات المتنافسة عسكريًا في داخاو في 18 أبريل عندما التقى جنود هوفمان البالغ عددهم 8000 جندي بجنود الجمهورية السوفيتية البالغ عددها 30 ألف. وبعد انقلاب دام ستة أيام على نظام توللر، كانت جمهورية السوفييت الآن تحت قيادة ثلاثة مهاجرين روس، بمن فيهم يوجين ليفيني. انتصرت قوات الجمهورية – بقيادة من بين جميع الأشخاص، إرنست توللر – في المعركة الأولى في داخاو، لكن هوفمان أبرم صفقة أعطته خدمات 20 ألف رجل من فرايكوربس بقيادة اللفتنانت جنرال بورغارد فون أوفن. ثم استولى أوفين والفرايكوربس على داخاو وحاصروا ميونخ، ففزع إيغيلهوفر، الذي كان قد أعدم الرهائن الذين احتجزهم، رغم جهود تولر لمنعه. لقد اخترقت الفرايكوربس دفاعات ميونيخ في 1 مايو، وبعد إعدام ما بين 1000 و1200 شيوعي وفوضوي، أعلن أوفين أن المدينة قد تم تأمينها في 6 مايو، منهيًا جمهورية بافاريا السوفيتية.
كان من المشاركين النشطين في وحدات الفرايكوربس التي قمعت جمهورية بارفاربا السوفيتية العديد من الأعضاء الأقوياء المستقبليين في الحزب النازي، بما في ذلك رودلف هس.
تم سن دستور بامبرغ في 14 أغسطس 1919، مما أدى إلى إنشاء ولاية بافاريا الحرة داخل جمهورية فايمار الجديدة.

## العواقب
كان التأثير الفوري لوجود ولاية بافاريا الشعبية وجمهورية بافاريا السوفيتية هو غرس كراهية الحكم اليساري في الشعب البافاري. لقد رأوا أن فترة وجود هاتين الدولتين كانت فترة من الحرمان والنقص والرقابة والقيود على حرياتهم، والفوضى العامة والاضطراب. كان ينظر إليها باسم «قاعدة الرعب» (Schreckenensherrschaft). بعد ذلك، تم تعزيز هذه المشاعر باستمرار من خلال الدعاية اليمينية ليس فقط في بافاريا، ولكن في جميع أنحاء الرايخ، حيث تم اعتبار «بافاريا الحمراء» بمثابة درس في أهوال الاشتراكية والشيوعية. وبهذه الطريقة، كان اليمين الراديكالي قادرًا على إثارة مخاوف الفلاحين والطبقة الوسطى وتغذيتها. وجدت الفروع المنفصلة من التطرف اليميني البافاري عدوًا مشتركًا في ازدراء اليسار، وأصبحت بافاريا «رجعية، معادية للجمهوريين، [و] مضادة للثورة»
تم تحييد اليسار نفسه بعد زوال الدولتين الاشتراكيتين، وبهذه الطريقة استمر وجود دماء سيئة بين الحزب الشيوعي والحزب الاشتراكي الديمقراطي ما منعهما من العمل معًا في جميع أنحاء ألمانيا. هذا النقص في التعاون، مع اعتبار الشيوعيين أن الاشتراكيين الديموقراطيين خائنون للثورة ورؤية الاشتراكيين الديمقراطيين أن الشيوعيين تحت سيطرة موسكو، قد كان في صالح لاحقًا لصالح الحزب النازي، حيث لم يكن هناك سوى تحالف برلماني فقط كان من الممكن أن يسمح لكل من الحزب الشيوعي والحزب الاشتراكي الديمقراطي بمنع النازيين من الوصول إلى السلطة. وحتى في ذروة نفوذهم في الرايخستاغ، لم يكن لديهم ما يكفي من المندوبين لمقاومة مثل هذا التحالف.